# Maria (novela ucraniana)
Maria (en ucraniano: Марія) es una novela histórica de 1934 del autor ucraniano Ulas Samchuk. La novela, dedicada «a las madres que murieron de hambre en Ucrania en 1932 y 1933», sigue la vida de una mujer de pueblo, Maria, entre la emancipación de los campesinos de 1861 y el Holodomor de 1932 y 1933.
La novela ha sido traducida al inglés y al italiano. El 26 de enero de 2005 entró en circulación en Ucrania una moneda en honor al centenario del nacimiento del autor, con símbolos de las portadas de las primeras ediciones de sus novelas.
El libro está organizado en tres partes: un libro sobre el nacimiento de Maria, un libro del día a día de Maria y un libro sobre el pan. Maria quedó huérfana a la edad de seis años, es analfabeta y se vio obligada a trabajar desde joven. Sus tres primeros hijos mueren de enfermedades infecciosas. Su hijo Maksym es un granjero pobre que desaloja a sus padres, denuncia a su hermano y ve morir de hambre a su hermana antes de que su padre le asesinara. Maksym "combina muchas características del perpetrador del Holodomor: colaboracionista, comunista, especulador, sádico y rusoparlante". Detrás de Maksym, como el "Otro" que tiene la responsabilidad última de la hambruna, se encuentra el Estado Soviético con sede en Moscú. «Nuestro país nunca ha conocido un saqueo tan zarista», exclama un personaje torturado.

## Contexto
La novela Maria es una obra sobre la situación del campesinado ucraniano después de la revolución de 1917. El autor recordó la hambruna de los años veinte y habló con aquellos que tuvieron la suerte de escapar en 1933. El escritor comparó historias horribles, describió las vidas de los ucranianos y llegó a la conclusión de que la hambruna artificial fue planeada por el imperio soviético-moscovita como genocidio, como un atentado contra la nación ucraniana. La impresión del libro fue prohibida fue prohibida en la Unión Soviética.

## Controversia
Maria es la primera obra de ficción que trata la hambruna en Ucrania y fue incluida como parte de los programas escolares ucranianos en 1991.   Sin embargo, con la reforma del currículo educativo del Ministro de Educación Dmytro Tabachny entre los años 2010 y 2014, las obras de Samchuk fueron eliminadas del mismo. Entre otras cosas, la naturaleza artificial del Holodomor fue eliminada del plan de estudios, aunque está volviendo a formar parte de la conciencia pública.